# Tsubasa – Reservoir Chronicle
Tsubasa – Reservoir Chronicle (jap. ツバサ -RESERVoir CHRoNiCLE-) ist eine Manga-Serie der Mangaka-Gruppe Clamp. Sie wurde als Anime-Fernsehserie, Original Video Animation und Kinofilm umgesetzt. 2014 wurde der Manga mit Tsubasa World Chronicle – Niraikanai fortgesetzt.

## Handlung
Sakura, die Prinzessin des Clow-Königreichs und Shaolan, ein junger Archäologe mit einer mysteriösen Vergangenheit, sind seit ihrer Kindheit befreundet. In einer Nacht, in der Sakura Shaolan besucht, werden ihr von einer dunklen Macht alle Erinnerungen gestohlen. Um diese zurückzuerlangen, wird Shaolan vom Hohepriester Yukito zur Hexe der Dimensionen, Yuko Ichihara, gesandt. Bei ihr erfährt er, dass er die Erinnerungen Sakuras in Form von Federn in den verschiedenen Dimensionen einsammeln muss, um ihr Leben zu retten.
Bei seiner Suche wird Shaolan von zwei weiteren Dimensionsreisenden begleitet. Der Schwertkämpfer Kurogane, der von seiner Prinzessin verbannt wurde, weil er auf seiner Suche nach starken Gegnern unnötig tötete und der nun zurück in seine Dimension will. Der Magier Fye de Flourite, welcher König Ashura in seiner Welt versiegelte und sich daher nicht mehr in seiner Welt aufhalten kann, will nun in eine andere Dimension ziehen. Die Hexe bietet ihnen die Fähigkeit in verschiedene Dimensionen zu reisen, gegen das Wertvollste, das sie besitzen. So muss Kurogane sein Schwert, Fye sein Tattoo, ohne das er seine magischen Fähigkeiten nicht benutzen will, da er dies als seine Kraftquelle bezeichnet und Shaolan die Erinnerungen die Sakura von ihm hat aufgeben. Daraufhin beginnen die vier eine Reise durch Zeit und Raum, bei der sie ein kleines felliges Wesen namens Mokona begleitet.

## Charaktere
Sakura
Sakura ist die Prinzessin von Clow Country. Sie kennt Shaolan seit Kindertagen und ist trotz ihres Standesunterschieds in ihn verliebt. Doch ihr Bruder Touya, der jetzige König von Clow, und ihre Verpflichtungen hindern sie, ihn oft zu sehen. Auch nachdem sie ihre Erinnerungen verloren hat, empfindet sie Zuneigung zu Shaolan. Sie kann Geister sehen und mit Lebewesen aller Art kommunizieren. Sie hat ein sehr freundliches Gemüt, ist aufmerksam gegenüber anderen und lindert mit ihrer Herzenswärme die Einsamkeit der Menschen um sie herum.
Shaolan
Shaolan arbeitet als Archäologe im Dienste des Königs von Clow und ist verliebt in Sakura. Er ist der Adoptivsohn von Fujitaka, von dem er dessen Handwerk erlernt hat, und kann sich an sein früheres Leben nicht weiter erinnern. Eine der schönsten Sachen für ihn ist es, einem Mysterium auf den Grund zu gehen. Auf seinem rechten Auge ist er blind, weswegen er sich eine Tritt-Technik angeeignet hat, doch später wird er von Kurogane im Schwertkampf unterrichtet.
Kurogane
Kurogane hat seine Eltern sehr früh verloren und seine engste Bezugsperson ist die junge Prinzessin Tomoyo, der er dient. Er ist der stärkste Ninja in Nihon, dem Königreich von Japan, und zeigt keine Gnade, wenn Attentäter versuchen, ins Schloss einzudringen. Da er diese im Eifer des Gefechts zu oft tötet, schickt ihn Tomoyo zu Yūko Ichihara, der Hexe der Dimensionen. Dort soll er lernen, was wahre Stärke ausmacht. Zusätzlich belegt die Prinzessin ihn mit einem Fluch, der ihn schwächer macht, sollte er jemanden töten.
Kurogane ist sehr mürrischen Gemüts und hat am Anfang nicht vor, den anderen zu helfen, da er nur nach Hause möchte. Doch mit der Zeit lernt er vor allem Shaolan zu schätzen und unterrichtet ihn im Schwertkampf. Eine besondere Beziehung baut er allerdings zu Fye auf. Er ist der erste der Protagonisten, der Fyes aufgesetzte Fröhlichkeit durchschaut.
Fye de Flourite
Fye stammt aus dem kalten Ceres, wo er König Ashura auf dem Grund eines Wasserbeckens eingesperrt hat, weswegen er aus seiner Welt fliehen muss und nie wieder dorthin zurückkann. Auch fürchtet er, dass Ashura eines Tages erwachen und durch die Dimensionen Jagd auf ihn machen wird.
Fye ist ein sehr starker Magier, hat allerdings geschworen, ohne die Tätowierung auf seinem Rücken keine Magie einzusetzen. Dieses Versprechen bricht er jedoch später, um die anderen zu schützen. Er ist sehr extrovertiert und lächelt ständig. Doch dahinter versteckt er große Trauer und Einsamkeit. Er versucht, Shaolan und Sakura zu beschützen und ihnen zur Seite zu stehen. Außerdem ist er ein sehr guter Koch und Zeichner. Den Namen Fye de Flourite hat er infolge eines traumatischen Ereignisses angenommen, das ihn als sehr nachdenklichen aber extrovertiert handelnden Menschen zurücklässt.
Mokona Modoki
Mokona Modoki sind zwei von Yuuko und Clow Reed geschaffene hasenähnliche Wesen. Das weiße Mokona, Soel, begleitet die Gruppe, während das schwarze Mokona, Larg, bei Yuuko bleibt. Über die beiden Mokona kann die Gruppe jederzeit Kontakt zu Yuuko aufnehmen und umgekehrt. Er kann auch Gegenstände zur Hexe der Dimensionen schicken, indem er sie einfach nur herunterschluckt. Mokona kann die Gefühle der anderen wahrnehmen und versucht, ihnen zu helfen. Mokona besitzt 108 geheime Fähigkeiten, von denen einige sehr nützlich sind, während andere in unpassenden Momenten seine Gefährten zu Tode erschrecken können.
Yuko Ichihara
Die Hexe der Dimensionen, Yuko Ichihara, verfügt über die Macht des Mondes. Sie führt einen Laden, in dem für eine Gegenleistung alle Wünsche erfüllt werden können. Doch muss die Gegenleistung einen dem Wunsch entsprechenden Wert haben. Der „Wert“ des Wunsches hängt von der Person ab, die sich etwas wünscht. Sie ist die einzige in allen Welten, die andere beliebig durch die Dimensionen reisen lassen kann, und nimmt so eine zentrale Rolle innerhalb der Geschichte ein. Sie versucht stets, das Beste für Shaolan und Sakura zu erreichen, darf aber nur gegen gleichwertige Gegenleistung helfen. Warum dies so ist, wird am Ende der Geschichte erklärt. Zudem steht sie in einer besonderen Beziehung zum Antagonisten der Serie, Fei Wang Reed.
Fei Wang Reed
Der Antagonist der Serie will alle Federn Sakuras erlangen, um sich einen großen Wunsch zu erfüllen. Dazu ist er bereit über Leichen zu gehen und hat schon vor den Ereignissen des ersten Bandes zahlreiche Weichen gestellt, damit alles in seinem Sinne verläuft. Allerdings soll es sich dabei laut Yuko um einen unerfüllbaren Wunsch handeln, den jeder Mensch ebenfalls in sich trägt und nachvollziehen kann: die Wiederbelebung einer verstorbenen Person. Er und Yuko scheinen sich sehr gut zu kennen.

## Konzeption und Stil
Im Manga treten auch viele Charaktere aus anderen Werken von Clamp auf, so Fūma aus X 1999 und Sakura aus Card Captor Sakura. Die Gruppe der Dimensionsreisenden kommt auf ihren Reisen dabei selbst in die Welten der jeweiligen Werke. Jedoch haben einige Charaktere einen anderen Hintergrund oder Eigenschaften als in ihrem Ursprungswerk.
Der Zeichenstil ist für die Werke der Gruppe Clamp ungewöhnlich, somit die Handlung deutlich von den anderen abgegrenzt. Die Charaktere sind groß und schlank dargestellt, es treten jedoch auch häufig Super-Deformed-Abbildungen auf. Komische und ernste Szenen wechseln sich häufig ab.

## Veröffentlichungen
Tsubasa – Reservoir Chronicle erschien in Japan von Mai 2003 bis Oktober 2009 in Einzelkapiteln im Manga-Magazin Shōnen Magazine des Kodansha-Verlags. Diese Einzelkapitel wurden regelmäßig in insgesamt 28 Sammelbänden zusammengefasst, die es auch als Deluxe-Hardcover-Variante gibt.
Auf Deutsch wurden ab September 2004 von Egmont Manga und Anime bisher 28 Bände veröffentlicht. Die Übersetzung stammt von Claudia Peter. Der Manga erschien außerdem auf Englisch in Singapur, Nordamerika, Großbritannien, Frankreich, Italien, Spanien und Lateinamerika.

## Adaptionen

### Anime-Fernsehserie
2005 produzierte das Studio Bee Train unter der Regie von Kōichi Mashimo eine Anime-Fernsehserie zum Manga. Das Charakterdesign entwarf Minako Shiba und die künstlerische Leitung übernahm Shin Watanabe. Die erste Staffel der Serie wurde unter dem Titel Tsubasa Chronicle (ツバサ・クロニクル〜年代記〜, Tsubasa Kuronikuru) vom 9. April bis zum 25. Oktober 2005 durch den Sender NHK in Japan ausgestrahlt. Die zweite Staffel folgte von 29. April bis 4. November 2006.
Die Serie wurde von Animax in Südostasien, Spanien und Portugal ausgestrahlt. Eine englische Fassung erschien in den USA, Großbritannien und Australien. Der Anime wurde außerdem unter anderem ins Französische, Polnische und Chinesische übersetzt.
In Deutschland, Österreich und der Schweiz erschien 2006 die erste Staffel unter dem Namen Tsubasa Chronicle beim Anime-Label Anime Virtual in drei Hardcover-DVD-Boxen mit je zwei DVDs. Bereits 2007 erschien eine Neuauflage in drei Slimpack-DVD-Boxen und somit in einem anderen Design. 2008 erschien auch die zweite Staffel beim gleichen Label in drei DVD-Boxen mit je zwei DVDs. Das Design der Boxen orientierte sich an der Neuauflage der ersten Staffel aus dem Jahre 2007. Am 4. Dezember 2009 wurde eine Gesamtausgabe der kompletten ersten Staffel mit sechs DVDs veröffentlicht. Am 24. September 2010 erschien die komplette zweite Staffel beim umbenannten Anime-Label Kazé (früher Anime Virtual) in einer Gesamtausgabe mit sechs DVDs.
Die 3-teilige OVA Tokyo Revelations wurde am 31. August 2009 von Anime Virtual (heute Kazé) auf DVD veröffentlicht.
Auf Animax Deutschland lief vom 26. Mai bis 30. Juni 2009 die erste Staffel. Vom 6. Juni 2011 bis 5. September 2011 strahlte VIVA die ersten beiden Staffeln erstmals im Free-TV aus.

#### Synchronisation
Die deutsche Synchronfassung der ersten Fernsehstaffel wurde von Elektrofilm angefertigt. Für das Dialogbuch waren Detlef Klein und Bernd Dominiak verantwortlich. Regie führte Detlef Klein.
| Rolle           | Japanischer Sprecher (Seiyū) | Deutscher Sprecher                                 |
| --------------- | ---------------------------- | -------------------------------------------------- |
| Shaolan         | Miyu Irino                   | Konrad Bösherz (Staffel 1) David Turba (Staffel 2) |
| Sakura          | Yui Makino                   | Manja Doering                                      |
| Mokona          | Mika Kikuchi                 | Rubina Kuraoka                                     |
| Kurogane        | Tetsu Inada                  | Jan-David Rönfeldt                                 |
| Fye de Flourite | Daisuke Namikawa             | Jaron Löwenberg                                    |

#### Musik
Die Musik der Serie wurde komponiert von Yuki Kajiura. Die beiden Vorspanntitel Blaze und It’s stammen von Kinya. Maaya Sakamoto trug mit Loop und Kazemachi Jet die Lieder für die beiden Abspanne bei.

### Original Video Animation
Von November 2007 bis März 2008 erschien in Japan die dreiteilige OVA Tsubasa: Tokyo Revelations (ツバサ TOKYO REVELATIONS). Jeweils eine Folge dieser Reihe lag einer limitierten Ausgabe der Mangabände 14 bis 18 bei. Die einzelnen Folgen greifen den Handlungsbogen ab dem 15 Band des Mangas auf. Bei der Produktion führte Shunsuke Tada Regie, das Charakterdesign stammt von Yoko Kikuchi und künstlerischer Leiter war Masanobu Nomura.
Die deutsche Synchronisation von Tsubasa Tokyo Revelations stammt von Anime-Virtual und ist am 31. August 2009, nach mehreren Verzögerungen erschienen. Anders als die Fernsehserie und dessen Filme die von der FSK jeweils ab 6 und 12 Jahren freigegeben wurde, wurde die OVA erst ab 16 Jahren freigegeben.
Eine weitere OVA Tsubasa: Shunraiki (ツバサ 春雷記) lag den Manga-Bänden 22 und 23 bei. Beide Teile erschienen am 17. März bzw. 15. Mai 2009 in Japan.

### Kinofilm
Der Kinofilm Tsubasa Chronicle – Torikago no Kuni no Himegimi (劇場版ツバサ・クロニクル〜年代記〜 鳥カゴの国の姫君) kam am 20. August 2005 in die japanischen Kinos und erschien auch auf Deutsch als Tsubasa Chronicle: Die Prinzessin des Vogelkäfiglandes bei Anime-Virtual auf DVD.

### OVA
Die erste OVA Tokyo Revelations beginnt nach der 41 Folge. Sie handelt hauptsächlich von der Vorgeschichte. Der Shaolan, der bei Fei Wong Reed gefangen gehalten wird, erwacht und sucht seinen Klon, der sich in einem verwahrlosten Tokyo der Zukunft aufhält. Dort treffen die fünf Reisegefährten auf Kamui und Fuuma, die Hauptfiguren der Serie X. Beim Zusammentreffen der beiden Shaolans entbrennt ein Kampf, den Sakura im letzten Moment schlichten kann. Die Bevölkerung dieses Tokyos ist einem fortwährenden sauren Regen ausgesetzt und findet einzig im Tokyo Tower Zuflucht. Nach verlustreichen Kämpfen, in denen Fye zu einem Vampir mutieren muss, verlässt Sakura diese Welt, um Shaolan zu folgen und lässt ihre Feder zurück, damit sie die Menschen in Tokyo mit ihrer Kraft beschützt.
Shunraiki setzt genau nach dem Sieg Kuroganes über den König Ashura ein. Fei Wong Reed hält die Reisenden in der Welt Ceres mit Hilfe von Fyes eigener Magie fest. Kurogane opfert schließlich seinen Arm, um den magischen Bann zu brechen und sie reisen in die Welt Nihon, Kuroganes Heimat. Shaolan trifft auf Seishirou, dem er die Feder aus Outo abnimmt. Diese versetzt Shaolan in ein Land der Träume. Hier trifft er Sakura, Watanuki Kimihiro und seinen Klon, den er angreifen will.

### Hörspiel
In Japan erschien von Dezember 2005 bis März 2006 ein dreiteiliges Hörspiel zum Manga.

## Rezeption
Laut Christel Scheja von Splashcomics beschränkt sich die Handlung hauptsächlich auf das Lösen einer Aufgabe und ist einfach gestrickt. Der Reiz des Mangas sei, dass ständig aus anderen Werken der Zeichner-Gruppe zitiert wird, und das Werk sei auf dem hohen Niveau der anderen Clamp-Mangas. Im späteren Verlauf der Handlung nähmen die Anspielungen ab und es würden neue Konflikte aufgebaut, die auch Spannung in die Geschichte bringen. Der Manga sei für Fans von Clamp empfehlenswert, sonst vor allem für jüngere Leser, die Magical-Girl- oder Fantasy-Serien bevorzugen.